# Oleacee
Familia oleacee (Oleaceae)  face parte din ordinul Ligustrales. Acestă familie are reprezentanți în flora României ce fac parte din 5 genuri.

## Caracteristici
Oleaceele sunt plante lemnoase, arbori și arbuști cu frunzele opuse, simple sau compuse. Florile - cu simetrie radiară, de obicei bisexuate, tetramere și pe 4 cicluri. Inflorescența este de tip racemos și de obicei terminală . Caliciul constă din 4 sepale unite, corola din 4 petale concrescute în formă de tub hipocrateriform. Staminele sunt numai două. Gineceul este format din 2 carpele, cu ovarul superior și cu 2 loji, în fiecare din ele cu l-2 ovule. Ovulele au un singur integument. Polenizarea entomofilă. Fructul - bacă, drupă, capsulă sau samară.

## Genuri
| În flora României (după Beldie 1977) | Alte genuri (după Preda 1989) |
| Fraxinus L.                          | Fraxinus L.                   |
| Jasminum L.                          | Jasminum L.                   |
| Ligustrum L.                         | Ligustrum L.                  |
| Syringa L.                           | Syringa L.                    |
| Forsythia Vahl.                      | Forsythia Vahl.               |
| -                                    | Abeliophyllum Nakay.          |
| -                                    | Chionanthus L.                |
| -                                    | Fontanesia Labill.            |
| -                                    | Forestiera Poir.              |
| -                                    | Olea L.                       |
| -                                    | Osmanthus Lour.               |
| -                                    | Phillyrea L.                  |

## Specii din România
Flora României conține 19 specii spontane și cultivate ce aparțin la 6 genuri:
- Forsythia europaea = Forsiție, Ploaie de aur (cultivat)
- Forsythia suspensa = Forsiție, Ploaie de aur (cultivat)
- Forsythia viridissima = Forsiție, Ploaie de aur (cultivat)
- Forsythia x intermedia = Forsiție, Ploaie de aur (cultivat)
- Fraxinus americana = Frasin american (cultivat)
- Fraxinus angustifolia = Frasin (spontan)
- Fraxinus coriariaefolia = Frasin (spontan)
- Fraxinus excelsior = Frasin (spontan)
- Fraxinus ornus = Mojdrean (spontan)
- Fraxinus pallisiae = Frasin pufos (spontan)
- Fraxinus pennsylvanica = Frasin de Pensilvania (cultivat)
- Jasminum fruticans = Iasomie sălbatică (spontan)
- Jasminum officinale = Iasomie (cultivat)
- Ligustrum ovalifolium = Lemn câinesc (cultivat)
- Ligustrum vulgare = Lemn câinesc (spontan)
- Olea europaea = Măslin (cultivat)
- Syringa josikaea = Lemnul vântului (spontan)
- Syringa vulgaris = Liliac (spontan)
- Syringa x persica = Liliac (cultivat)